# William Boyd McCleary
William Boyd McCleary (Belfast, Irlanda del Norte, 30 de marzo de 1949) es un diplomático británico retirado.

## Carrera
En septiembre de 2010 fue nombrado por la reina Isabel II, siguiendo el consejo del gobierno británico, como gobernador de las Islas Vírgenes Británicas. Antes de su nombramiento sirvió como Alto Comisionado a Malasia de 2006 a 2010.
Poco después de su llegada a las islas, el territorio fue dañado por el Huracán Earl. Aunque en el momento de su nombramiento había un grado de tensión sobre asuntos constitucionales entre el Reino Unido y las Islas Vírgenes Británicas, McCleary ganó voces a favor en la prensa local por su manejo de la situación.
Ha sido nombrado como comendador de la Real Orden Victoriana y compañero de la Orden de San Miguel y San Jorge.